# 朝鲜劳动党永恒的总书记
朝鲜劳动党永恒的总书记（朝鲜语：／）是作为朝鲜唯一执政党的朝鲜劳动党曾經保留给已故最高领导人金正日的一个国家荣誉称号。

## 简介
在2012年4月11日举行的朝鲜劳动党第四次代表会议上，大会推举金正恩为朝鲜劳动党第一书记，同时宣布拥戴已故领导人金正日为“永远的总书记”。劳动党最高负责人的职称由“总书记”改称“第一书记”，2016年5月6日再改稱委員長。
2021年1月11日，金正恩的黨內職稱改為朝鲜劳动党总书记。
朝鲜劳动党最高领导人的职称在历史上也曾经有过变更，第一次是在1966年的朝鲜劳动党第二次代表会议上，朝鲜建国领导人金日成的头衔由“中央委员会委员长”改为“中央委员会总书记”。
朝鲜将领导职务保留给已故领导人的做法也有先例可循，1998年的第五届最高人民会议第一次会议上，金日成被拥戴为“共和国永远的主席”（공화국의 영원한 주석），朝鲜宪法中废除国家主席一职及其领导的中央人民委员会。